# Voleibol nos Jogos Olímpicos de Verão de 2000 - Feminino
O torneio feminino de voleibol nos Jogos Olímpicos de Verão de 2000 foi realizado no Sydney Entertainment Centre, Sydney, entre 16 e 30 de setembro e organizado pela Federação Internacional de Voleibol (FIVB) em conjunto com o Comitê Olímpico Internacional (COI).

## Medalhistas
Cuba foi campeã olímpica de voleibol, derrotando a Rússia na final. O Brasil ganhou o bronze frente aos Estados Unidos.
|  | CUB Cuba |  | RUS Rússia |  | BRA Brasil |
|  | Ana Fernández Marlenis Costa Mireya Luis Mirka Francia Regla Bell Regla Torres Taismary Agüero Yumilka Ruiz Zoila Barros Idalmis Gato Lilia Izquierdo Marta Sánchez |  | Anastasiya Belikova Yelizaveta Tishchenko Inessa Sargsyan Lioubov Sokolova Nataliya Morozova Olga Potashova Tatyana Gracheva Yekaterina Gamova Yelena Godina Yelena Tyurina Yelena Vasilevskaya Yevgeniya Artamonova |  | Elisângela Oliveira Érika Coimbra Hélia Souza Janina Conceição Karin Rodrigues Kátia Lopes Kely Fraga Leila Barros Raquel da Silva Ricarda Lima Virna Dias Walewska Oliveira |

## Qualificação
| Torneio de qualificação           | Data                     | Sede        | Vagas | Qualificados   |  |
| --------------------------------- | ------------------------ | ----------- | ----- | -------------- |  |
| País-sede                         | 24 de setembro de 1993   | Monte Carlo | 1     | Austrália      |  |
| Copa do Mundo de 1999             | 2–16 de novembro de 1999 | Japão       | 3     | Cuba           |  |
| Copa do Mundo de 1999             | 2–16 de novembro de 1999 | Japão       | 3     | Rússia         |  |
| Copa do Mundo de 1999             | 2–16 de novembro de 1999 | Japão       | 3     | Brasil         |  |
| Pré-Olímpico da América do Sul    | 4–6 de janeiro de 2000   | Lima        | 1     | Peru           |  |
| Pré-Olímpico da América do Norte  | 5–8 de janeiro de 2000   | Lakeland    | 1     | Estados Unidos |  |
| Pré-Olímpico da África            | 16–20 de janeiro de 2000 | Nairóbi     | 1     | Quênia         |  |
| Pré-Olímpico da Europa            | 4–9 de janeiro de 2000   | Bremen      | 1     | Alemanha       |  |
| Pré-Olímpico da Ásia e da Oceania | 17–25 de junho de 2000   | Tóquio      | 1     | Coreia do Sul  |  |
| Qualificatório Mundial            | 17–25 de junho de 2000   | Tóquio      | 1     | Itália         |  |
| Qualificatório Mundial            | 17–25 de junho de 2000   | Tóquio      | 1     | Croácia        |  |
| Qualificatório Mundial            | 17–25 de junho de 2000   | Tóquio      | 1     | China          |  |
| Total                             |                          |             | 12    |                |  |

## Composição dos grupos
A distribuição das equipes pelos grupos é realizada pelo sistema de serpentina baseando-se na posição das equipes no ranking da FIVB em janeiro de 2000.
| Grupo A               | Grupo B           |
| --------------------- | ----------------- |
| Austrália (País-sede) | Cuba (1)          |
| Brasil (3)            | Rússia (2)        |
| China (4)             | Coreia do Sul (5) |
| Estados Unidos (9)    | Itália (8)        |
| Croácia (10)          | Alemanha (11)     |
| Quênia (15)           | Peru (12)         |

## Fase de grupos
Na fase de grupos, as seleções jogaram entre si repartidas em dois grupos de seis equipas cada. Os quatro melhores apuraram-se para as quartas de final.
- Placar de 3–0 ou 3–1: 3 pontos para o vencedor, nenhum para o perdedor;
- Placar de 3–2: 2 pontos para o vencedor, 1 para o perdedor.

### Grupo A
|  | Equipes classificadas para as quartas de final |

|     |                |     | Jogos | Jogos | Jogos | Resultados | Resultados | Resultados | Resultados | Resultados | Resultados | Sets | Sets | Sets   | Pontos | Pontos | Pontos |
| Pos | Equipe         | Pts | T     | V     | D     | 3–0        | 3–1        | 3–2        | 2–3        | 1–3        | 0–3        | V    | P    | R      | V      | P      | R      |
| --- | -------------- | --- | ----- | ----- | ----- | ---------- | ---------- | ---------- | ---------- | ---------- | ---------- | ---- | ---- | ------ | ------ | ------ | ------ |
| 1   | Brasil         | 15  | 5     | 5     | 0     | 4          | 1          | 0          | 0          | 0          | 0          | 15   | 1    | 15,000 | 395    | 272    | 1.452  |
| 2   | Estados Unidos | 12  | 5     | 4     | 1     | 3          | 1          | 0          | 0          | 1          | 0          | 13   | 4    | 3.250  | 392    | 306    | 1.281  |
| 3   | Croácia        | 9   | 5     | 3     | 2     | 0          | 3          | 0          | 0          | 0          | 2          | 9    | 9    | 1,000  | 411    | 389    | 1.057  |
| 4   | China          | 6   | 5     | 2     | 3     | 2          | 0          | 0          | 0          | 2          | 1          | 8    | 9    | 0.889  | 371    | 365    | 1.016  |
| 5   | Austrália      | 3   | 5     | 1     | 4     | 0          | 1          | 0          | 0          | 1          | 3          | 4    | 13   | 0.308  | 303    | 408    | 0.743  |
| 6   | Quênia         | 0   | 5     | 0     | 5     | 0          | 0          | 0          | 0          | 2          | 3          | 2    | 15   | 0.133  | 280    | 412    | 0.680  |

Ordenamento da classificação: 1) Número de vitórias; 2) Pontos; 3) Razão de sets; 4) Razão de pontos; 5) Confronto direto.
| 16 de setembro | 12:33 | Brasil         | - | Quênia         | 3 - 0 | (25-8,25-11,25-13)        |
| 16 de setembro | 14:31 | Croácia        | - | Austrália      | 3 - 1 | (25-21,22-25,25-14,25-16) |
| 16 de setembro | 21:10 | China          | - | Estados Unidos | 1 - 3 | (25-19,21-25,12-25,24-26) |
| 18 de setembro | 12:00 | China          | - | Croácia        | 1 - 3 | (23-25,28-26,20-25,15-25) |
| 18 de setembro | 14:30 | Estados Unidos | - | Quênia         | 3 - 0 | (25-16,25-6,25-16)        |
| 18 de setembro | 18:30 | Austrália      | - | Brasil         | 0 - 3 | (13-25,18-25,17-25)       |
| 20 de setembro | 14:30 | Quênia         | - | Austrália      | 1 - 3 | (25-16,20-25,15-25,26-28) |
| 20 de setembro | 18:30 | Brasil         | - | China          | 3 - 0 | (25-14,25-21,25-18)       |
| 20 de setembro | 20:30 | Croácia        | - | Estados Unidos | 0 - 3 | (19-25,18-25,16-25)       |
| 22 de setembro | 10:00 | China          | - | Quênia         | 3 - 0 | (25-15,25-14,25-18)       |
| 22 de setembro | 18:30 | Croácia        | - | Brasil         | 0 - 3 | (21-25,23-25,23-25)       |
| 22 de setembro | 20:30 | Estados Unidos | - | Austrália      | 3 - 0 | (25-11,25-17,25-10)       |
| 24 de setembro | 10:00 | Quênia         | - | Croácia        | 1 - 3 | (25-18,16-25,18-25,18-25) |
| 24 de setembro | 12:00 | Brasil         | - | Estados Unidos | 3 - 1 | (25-17,20-25,25-15,25-15) |
| 24 de setembro | 18:30 | Austrália      | - | China          | 0 - 3 | (18-25,14-25,15-25)       |

### Grupo B
|  | Equipes classificadas para as quartas de final |

|     |               |     | Jogos | Jogos | Jogos | Resultados | Resultados | Resultados | Resultados | Resultados | Resultados | Sets | Sets | Sets  | Pontos | Pontos | Pontos |
| Pos | Equipe        | Pts | T     | V     | D     | 3–0        | 3–1        | 3–2        | 2–3        | 1–3        | 0–3        | V    | P    | R     | V      | P      | R      |
| --- | ------------- | --- | ----- | ----- | ----- | ---------- | ---------- | ---------- | ---------- | ---------- | ---------- | ---- | ---- | ----- | ------ | ------ | ------ |
| 1   | Rússia        | 13  | 5     | 5     | 0     | 2          | 1          | 2          | 0          | 0          | 0          | 15   | 5    | 3,000 | 465    | 392    | 1.186  |
| 2   | Cuba          | 13  | 5     | 4     | 1     | 3          | 1          | 0          | 1          | 0          | 0          | 14   | 4    | 3.500 | 419    | 332    | 1.262  |
| 3   | Coreia do Sul | 8   | 5     | 3     | 2     | 1          | 1          | 1          | 0          | 0          | 2          | 9    | 9    | 1,000 | 393    | 413    | 0.952  |
| 4   | Alemanha      | 7   | 5     | 2     | 3     | 1          | 1          | 0          | 1          | 0          | 2          | 8    | 10   | 0.800 | 380    | 395    | 0.962  |
| 5   | Itália        | 4   | 5     | 1     | 4     | 1          | 0          | 0          | 1          | 2          | 1          | 7    | 12   | 0.583 | 427    | 446    | 0.957  |
| 6   | Peru          | 0   | 5     | 0     | 5     | 0          | 0          | 0          | 0          | 2          | 3          | 2    | 15   | 0.133 | 316    | 422    | 0.749  |

Ordenamento da classificação: 1) Número de vitórias; 2) Pontos; 3) Razão de sets; 4) Razão de pontos; 5) Confronto direto.
| 16 de setembro | 12:00 | Alemanha      | - | Cuba          | 0 - 3 | (17-25,18-25,18-25)             |
| 16 de setembro | 12:00 | Peru          | - | Rússia        | 0 - 3 | (17-25,13-25,20-25)             |
| 16 de setembro | 18:30 | Coreia do Sul | - | Itália        | 3 - 2 | (23-25,25-18,25-22,22-25,27-25) |
| 18 de setembro | 10:00 | Itália        | - | Peru          | 3 - 0 | (25-17,25-20,25-20)             |
| 18 de setembro | 12:30 | Alemanha      | - | Coreia do Sul | 0 - 3 | (16-25,21-25,22-25)             |
| 18 de setembro | 20:30 | Cuba          | - | Rússia        | 2 - 3 | (25-20,21-25,25-21,12-25,13-15) |
| 20 de setembro | 10:01 | Peru          | - | Alemanha      | 0 - 3 | (16-25,19-25,16-25)             |
| 20 de setembro | 12:00 | Rússia        | - | Itália        | 3 - 1 | (29-31,25-18,25-21,25-19)       |
| 20 de setembro | 12:30 | Coreia do Sul | - | Cuba          | 0 - 3 | (17-25,13-25,15-25)             |
| 22 de setembro | 12:00 | Cuba          | - | Itália        | 3 - 0 | (25-18,25-21,25-20)             |
| 22 de setembro | 12:30 | Coreia do Sul | - | Peru          | 3 - 1 | (19-25,25-19,30-28,25-17)       |
| 22 de setembro | 14:35 | Alemanha      | - | Rússia        | 2 - 3 | (23-25,25-23,25-14,26-28,6-15)  |
| 24 de setembro | 12:30 | Itália        | - | Alemanha      | 1 - 3 | (22-25,25-13,21-25,21-25)       |
| 24 de setembro | 14:40 | Peru          | - | Cuba          | 1 - 3 | (25-23,12-25,16-25,16-25)       |
| 24 de setembro | 20:30 | Rússia        | - | Coreia do Sul | 3 - 0 | (25-15,25-21,25-16)             |

## Fase final
Na fase final as seleções disputaram, no máximo, mais três jogos (para as equipas que discutiram as medalhas), em formato de eliminatória.
|  | Quartas de final | Quartas de final |                |                | Semifinal           | Semifinal           |  |  | Final          | Final |
|  |                  |                  |                |                |                     |                     |  |  |                |       |
|  | 26 de setembro   |                  |                |                |                     |                     |  |  |                |       |
|  |                  |                  |                |                |                     |                     |  |  |                |       |
|  | Brasil           | 3                |                |                |                     |                     |  |  |                |       |
|  | Brasil           | 3                | 28 de setembro |                |                     |                     |  |  |                |       |
|  | Alemanha         | 0                |                |                |                     |                     |  |  |                |       |
|  | Alemanha         | 0                | Brasil         | 2              |                     |                     |  |  |                |       |
|  | 26 de setembro   |                  | Brasil         | 2              |                     |                     |  |  |                |       |
|  |                  | Cuba             | 3              |                |                     |                     |  |  |                |       |
|  | Croácia          | Cuba             | 3              | 0              |                     |                     |  |  |                |       |
|  | Croácia          |                  | 30 de setembro | 0              |                     |                     |  |  |                |       |
|  | Cuba             | 3                |                |                |                     |                     |  |  |                |       |
|  | Cuba             | 3                | Cuba           | 3              |                     |                     |  |  |                |       |
|  | 26 de setembro   |                  | Cuba           | 3              |                     |                     |  |  |                |       |
|  |                  | Rússia           | 2              |                |                     |                     |  |  |                |       |
|  | Estados Unidos   | Rússia           | 2              | 3              |                     |                     |  |  |                |       |
|  | Estados Unidos   | 28 de setembro   |                | 3              |                     |                     |  |  |                |       |
|  | Coreia do Sul    | 0                |                |                |                     |                     |  |  |                |       |
|  | Coreia do Sul    | 0                | Estados Unidos | 2              | Disputa pelo bronze | Disputa pelo bronze |  |  |                |       |
|  | 26 de setembro   |                  | Estados Unidos | 2              | Disputa pelo bronze | Disputa pelo bronze |  |  |                |       |
|  |                  | Rússia           | 3              |                |                     |                     |  |  |                |       |
|  | China            | Rússia           | 3              | 0              | Brasil              | 3                   |  |  |                |       |
|  | China            |                  |                | 0              | Brasil              | 3                   |  |  |                |       |
|  | Rússia           | 3                |                | Estados Unidos | 0                   |                     |  |  |                |       |
|  | Rússia           | 3                |                |                | 0                   |                     |  |  |                |       |
|  |                  |                  |                |                |                     |                     |  |  | 30 de setembro |       |
|  |                  |                  |                |                |                     |                     |  |  |                |       |

Quartas de final
| 26 de setembro | 12:30 | Croácia        | - | Cuba          | 0 - 3 | (18-25,23-25,21-25)             |
| 26 de setembro | 14:30 | China          | - | Rússia        | 0 - 3 | (25-27,23-25,25-27)             |
| 26 de setembro | 18:30 | Brasil         | - | Alemanha      | 3 - 0 | (25-22,25-18,25-17)             |
| 26 de setembro | 20:30 | Estados Unidos | - | Coreia do Sul | 3 - 2 | (26-24,17-25,25-23,25-27,16-14) |

Classificação 5º-8º lugar
| 27 de setembro | 10:00 | Alemanha      | - | Croácia | 3 - 1 | (27-25,27-29,25-21,25-18) |
| 27 de setembro | 12:20 | Coreia do Sul | - | China   | 1 - 3 | (25-23,19-25,23-25,19-25) |

7º-8º lugar
| 28 de setembro | 12:30 | Croácia | - | Coreia do Sul | 3 - 1 | (25-18,24-26,25-22,25-21) |

5º-6º lugar
| 28 de setembro | 14:40 | Alemanha | - | China | 1 - 3 | (19-25,19-25,25-22,18-25) |

Semifinais
| 28 de setembro | 18:30 | Brasil         | - | Cuba   | 2 - 3 | (29-27,19-25,25-21,19-25,9-15) |
| 28 de setembro | 20:55 | Estados Unidos | - | Rússia | 2 - 3 | (15-25,25-23,15-25,28-26,8-15) |

Disputa pelo bronze
| 30 de setembro | 12:30 | Brasil | - | Estados Unidos | 3 - 0 | (25-18,25-22,25-21) |

Final
| 30 de setembro | 14:30 | Cuba | - | Rússia | 3 - 2 | (25-27,32-34,25-19,25-18,15-7) |

## Classificação final
Esta foi a classificação final do torneio:
| Pos.              | Equipe         |
| ----------------- | -------------- |
| Medalha de ouro   | Cuba           |
| Medalha de prata  | Rússia         |
| Medalha de bronze | Brasil         |
| 4                 | Estados Unidos |
| 5                 | China          |
| 6                 | Alemanha       |
| 7                 | Croácia        |
| 8                 | Coreia do Sul  |
| 9                 | Itália         |
| 10                | Austrália      |
| 11                | Peru           |
| 12                | Quênia         |

## Melhores jogadores
Estes foram considerados os melhores jogadores do torneio:
| - Most Valuable Player (MVP) Barbara Jelic - Melhor bloqueadora Danielle Scott-Arruda - Melhor levantadora Hélia Souza - Melhor marcadora Barbara Jelic | - Melhor servidora Elena Godina - Melhor receptora Koo Ki-Lan - Melhor atacante Regla Torres - Melhor defensora Ricarda Lima |